# Kalinowa (gmina)
Kalinowa (lub Kalinowo, od 1870 Staw) – dawna gmina wiejska istniejąca do 1870 roku w guberni kaliskiej. Siedzibą władz gminy była Kalinowa.
Za Królestwa Polskiego gmina Kalinowa należała do powiatu kaliskiego w guberni kaliskiej. 19 maja?/31 maja 1870 do gminy przyłączono pozbawiony praw miejskich Staw, po czym gminę przemianowano na Staw.